# Aeolacris
Aeolacris is een geslacht van rechtvleugeligen uit de familie Romaleidae. De wetenschappelijke naam van dit geslacht is voor het eerst geldig gepubliceerd in 1875 door Scudder.

## Soorten
Het geslacht Aeolacris omvat de volgende soorten:
- Aeolacris bella Rehn, 1909
- Aeolacris caternaultii Feisthamel, 1837
- Aeolacris octomaculata Scudder, 1869